# Francisco Cabello
Francisco Cabello Luque (La Zubia, 20 mei 1969) is een Spaans voormalig beroepswielrenner, actief van 1990 tot 2006.
Hij reed bijna zijn gehele carrière voor Kelme en diens opvolger Comunidad Valenciana. In 2006 vertrok hij nog naar Andalucía - Paul Versan. Na één jaar voor deze ploeg gereden te hebben, beëindigde Cabello zijn professionele wielerloopbaan.
Zijn grootste zege was een Touretappe in 1994.

## Belangrijkste overwinningen
1994
- Eindklassement Challenge Mallorca
- 4e etappe Ronde van Frankrijk

1995
- 3e etappe Ruta del Sol

1996
- Trofeo Soller
- Eindklassement Challenge Mallorca
- 2e etappe Ronde van Rioja

1999
- Trofeo Calvia

2000
- Eindklassement Challenge Mallorca
- 2e etappe Ronde van Murcia

2001
- 4e etappe Ronde van Murcia

2002
- Eindklassement Challenge Mallorca

2005
- Eindklassement Ruta del Sol

## Resultaten in voornaamste wedstrijden
| Jaar | Ronde van Italië | Ronde van Frankrijk | Ronde van Spanje |
| ---- | ---------------- | ------------------- | ---------------- |
| 1990 |                  |                     | 118e             |
| 1991 |                  |                     | 95e              |
| 1993 | 111e             |                     |                  |
| 1994 |                  | 87e (1)             | 68e              |
| 1995 |                  | opgave              | 64e              |
| 1996 |                  | 102e                | 94e              |
| 1997 | 81e              | 108e                |                  |
| 1998 |                  | opgave              | 80e              |
| 1999 | 68e              |                     | 81e              |
| 2000 |                  |                     | 83e              |
| 2001 |                  |                     | 75e              |
| 2002 |                  | 111e                |                  |
| 2003 |                  |                     | 113e             |
| 2004 |                  |                     | 102e             |

| Jaar | Milaan-San Remo | Ronde van Vlaanderen | Parijs-Roubaix | Luik-Bast.‑Luik |
| ---- | --------------- | -------------------- | -------------- | --------------- |
| 1990 |                 |                      |                |                 |
| 1991 |                 |                      |                |                 |
| 1993 |                 |                      |                |                 |
| 1994 |                 |                      |                |                 |
| 1995 | 66e             |                      |                |                 |
| 1996 |                 | 80e                  | 38e            | 49e             |
| 1997 |                 |                      |                |                 |
| 1998 |                 |                      |                |                 |
| 1999 |                 |                      |                |                 |
| 2000 | 83e             |                      |                |                 |
| 2001 | 77e             |                      |                |                 |
| 2002 |                 |                      |                |                 |
| 2003 |                 |                      |                |                 |
| 2004 |                 |                      |                |                 |